# SETI@home
SETI@home (Search for Extra-Terrestrial Intelligence at home, englisch für Suche nach außerirdischer Intelligenz zu Hause) ist ein Volunteer-Computing-Projekt der Universität Berkeley, das sich mit der Suche nach außerirdischem intelligentem Leben befasst.

## Projekt
Im Gegensatz zu anderen SETI-Projekten ist SETI@home ein sehr preisgünstiges Projekt. Bei herkömmlichen SETI-Projekten werden bestimmte vielversprechende Abschnitte des Himmels gezielt nach Radiosignalen von Außerirdischen abgesucht. SETI@home hatte stattdessen das ehemalige Radioteleskop des auf der Karibikinsel Puerto Rico gelegenen Arecibo-Observatoriums, das zu astronomischen Beobachtungen diente, mit einem zusätzlichen Empfänger ausgerüstet und zeichnete so Radiosignale auf, während das Teleskop andere wissenschaftliche Beobachtungen machte. SETI@home erhält also eine große Menge an Radiodaten, ohne eigene Teleskopzeit zu belegen. Zur Auswertung der riesigen Datenmengen wird ebenfalls nur wenig eigene Hardware benötigt, die Rechenlast wird stattdessen an die PCs der weltweiten SETI@home-Gemeinde ausgelagert.
Durch den großen Erfolg von SETI@home hat das verteilte Rechnen mit normalen PCs seine Einsatzfähigkeit bewiesen. Die gesamte Rechenleistung betrug im Dezember 2009 knapp 700 TeraFLOPS. Seit 1999 haben die am Projekt teilnehmenden Rechner zusammen knapp 2,3 Millionen Jahre Rechenzeit erbracht. In dieser Zeit sind zirka 1,84 Milliarden Resultate von über 5,4 Millionen Benutzern eingegangen (wobei aber auch gesagt werden muss, dass im Durchschnitt immer nur etwa 250.000 Benutzer aktiv sind, das heißt, in den letzten vier Wochen auch ein Resultat an die Server zurückgesendet haben). Obwohl das Projekt bislang keinen definitiven Beweis für außerirdische Intelligenz lieferte, hat es doch einige Punkte am Himmel ermittelt, die näher analysiert werden müssen.
SETI@home ist somit zum Vorbild für weitere Projekte aus medizinischen und wissenschaftlichen Bereichen geworden, wie zum Beispiel Folding@home oder das Cancer Research Project.
Es wird auch von einer Vielzahl von Unternehmen durch Rechenleistung und Spenden unterstützt, darunter sind zum Beispiel Intel und Sun.
Am 2. März 2020 verkündete das Projekt das Ende der SETI@home-Suche für freiwillige Teilnehmer. Begründet wurde dies einerseits durch den Abschluss aller notwendigen Analysen, andererseits durch den steigenden Aufwand für die Verwaltung der Analysedaten und der Resultate. Die Betreiber bezeichnen die Phase als „hibernation“, also Ruhephase, und kündigen an, die vorhandenen Ressourcen weiter in den Dienst der Wissenschaft zu stellen.

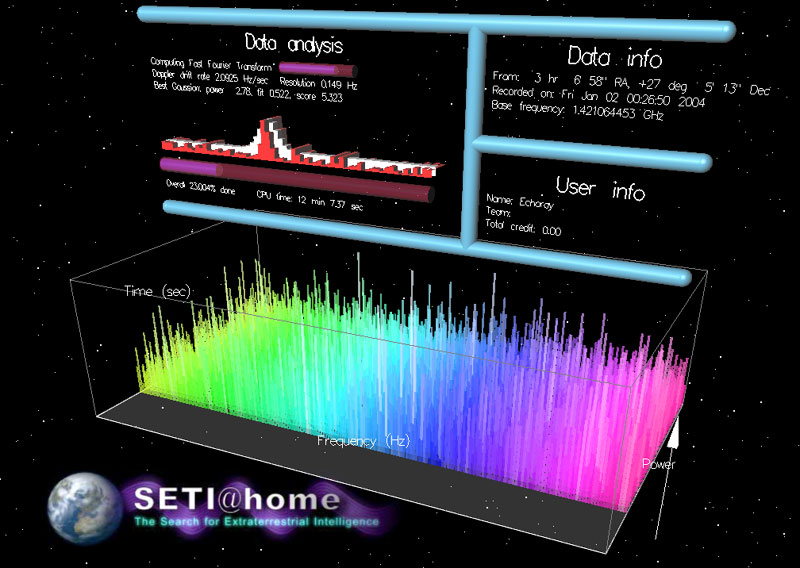
Der Bildschirmschoner des neuen SETI@home-Clienten mit BOINC

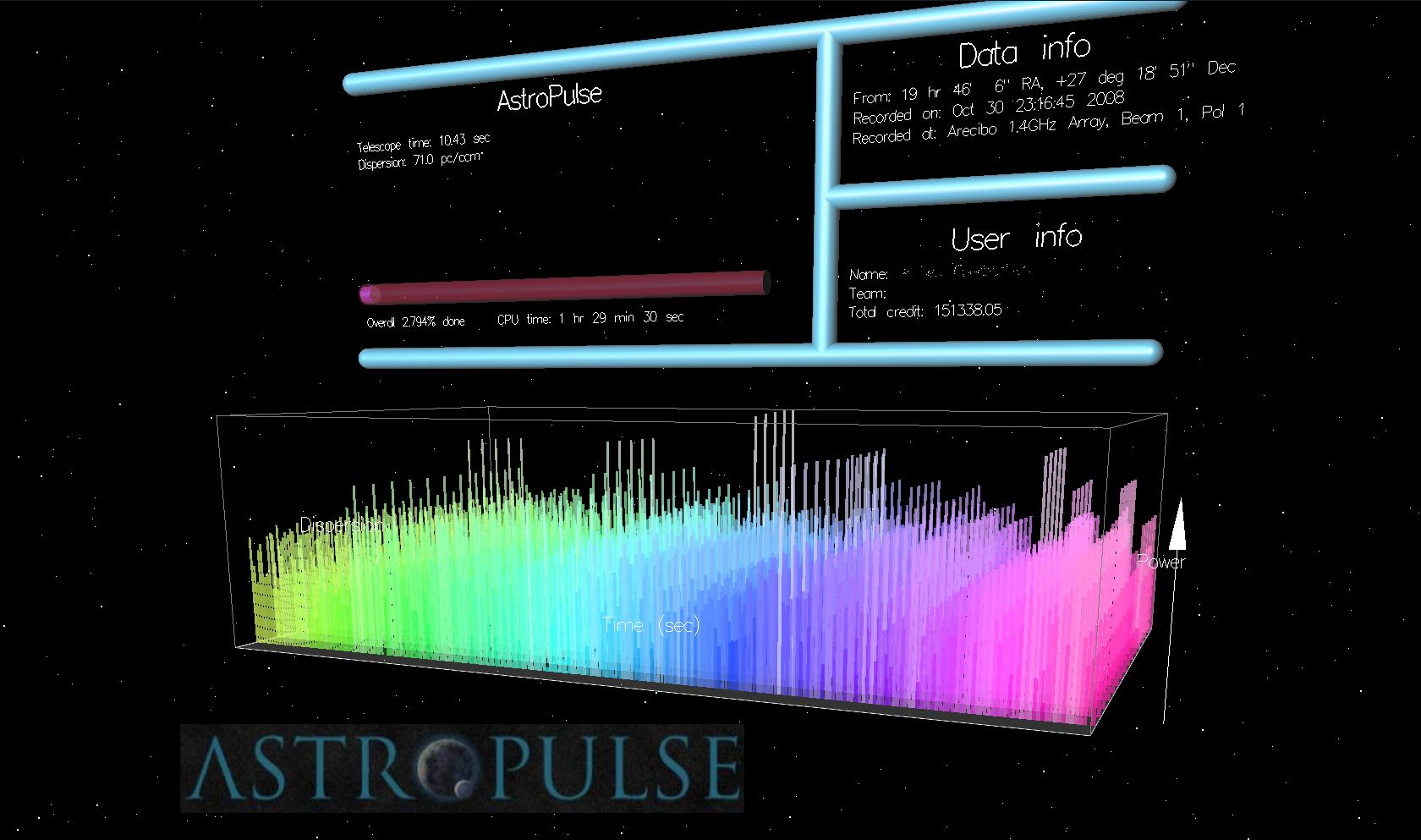
Bildschirmschoner von Astropulse

## Software

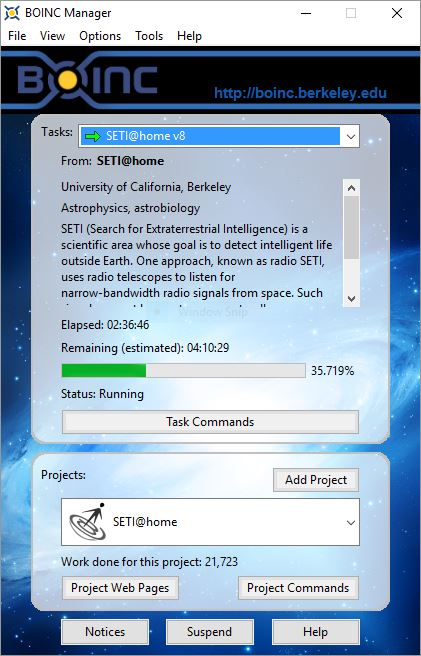
Screenshot des BOINC Managers beim Abarbeiten von Tasks des SETI@home Projekts

SETI@home verteilt zwei Programme: SETI@home Enhanced und Astropulse.
Während SETI@home Enhanced im schmalbandigen Frequenzbereich tätig ist, sucht Astropulse hingegen nach breitbandigeren Pulsen kurzer Dauer. Es werden hauptsächlich drei Tests mit den Daten durchgeführt:
- Suche nach Gaußschen Anstiegen und Fällen der Übertragungsleistung, die möglicherweise auf eine Radioquelle hindeuten könnten.
- Suche nach Pulsen, die eine schmalbandige Digital-artige Transmission sein könnten
- Suche nach Tripeln, also drei Pulsen nacheinander

### SETI@home mit BOINC
SETI@home wurde am 22. Juni 2004 auf die neue Software-Plattform BOINC umgestellt. Das vom SETI@home-Team entwickelte BOINC stellt eine allgemeine Plattform für verschiedene Anwendungen für verteiltes Rechnen dar. Mit der Umstellung soll eine Basis geschaffen werden, das SETI@home-Projekt flexibel erweitern zu können. Der alte „klassische“ Client war beispielsweise darauf beschränkt, nur Daten mit 2 Bit Abtasttiefe des Aufzeichnungsgerätes am Teleskop von Arecibo analysieren zu können. Für die Zukunft ist geplant, auch Daten mit besserer Auflösung und vom Parkes-Teleskop auf der südlichen Hemisphäre in Australien auszuwerten. Dieses zukünftige Projekt wurde auf den Namen SETI@home II getauft. Der BOINC-Client kann verhältnismäßig einfach um neue Suchalgorithmen oder Datenformate erweitert werden, indem vollautomatisch eine neue Programmversion vom SETI@home-Server nachgeladen wird.
Der Benutzer kann auf seiner Profilseite auswählen, ob er nur SETI@home Enhanced oder Astropulse oder beide Anwendungen verwenden möchte. Aktuell benötigt die Berechnung einer Astropulse-Workunit ein Vielfaches der Zeit, die für eine SETI@home-Enhanced-Workunit benötigt wird.
Als Plattformen für SETI@home Enhanced werden zurzeit Windows (x86), Linux (IA-32 und x64), macOS ab 10.3 sowie auf Intel-Prozessoren Solaris (SPARC) unterstützt. Für Astropulse werden momentan lediglich Windows (x86), Linux (IA-32 und x64) und macOS unterstützt. Zusätzlich gibt es noch einige inoffizielle Anwendungen für andere Plattformen, welche vom SETI@home-Team nicht unterstützt werden.

### GPGPU
Seit dem 17. Dezember 2008 wird die CUDA-Technologie des Grafikchip-Herstellers Nvidia unterstützt. Dadurch ist es möglich, nicht nur die ungenutzte Rechenleistung der CPU, sondern auch die der GPU zu nutzen (GPGPU), was zu einer deutlich beschleunigten Fertigstellung der Workunits führt. Voraussetzung für die Nutzung der GPU-Rechenleistung ist eine CUDA-fähige Grafikkarte mit mindestens 256 MB Grafikspeicher, ein aktueller CUDA-unterstützender Treiber für die Grafikkarte und eine BOINC-Version ab 6.4.5. Zurzeit werden nur SETI@home-Enhanced-Anwendungen und keine Astropulse-Anwendungen für CUDA ausgegeben. Zum momentanen Zeitpunkt (Feb. 2009) gibt es CUDA-Anwendungen nur für x86-Windows.
Eine Anwendung für Apple Macintosh ist ab Mac OS X Version 10.4.0 verfügbar. Seit jüngerer Zeit lassen sich sowohl AMD-Radeon-Grafikkarten, als auch die iGPU der Intel Ivy-Bridge-CPUs für das Berechnen von Workunits nutzen. Da die Nvidia-exklusive Technologie CUDA naturgemäß nicht zur Verfügung steht, wird hierbei auf die Schnittstelle OpenCL zurückgegriffen. Eine 64-Bit-Version Windows 7 oder Windows 8 und der aktuelle BOINC-Client (Version 7.0.28 oder jünger), ebenfalls als 64-Bit-Version, sind jedoch Voraussetzung. Schwierigkeiten ergeben sich oft aufgrund der Treiberauswahl. So lässt sich beispielsweise bei der Verwendung der jüngeren Treiber von AMD für die Radeon-Grafikkarten die Nutzung der GPU für BOINC nicht aktivieren. Aktuell (Stand: 25. April 2013) ist die Treiberversion 12.11 optimal für die Workunit-Berechnung unter BOINC mit Radeon-Grafikkarten. Der Leistungsgewinn ist beträchtlich: Eine Grafikkarte berechnet eine Workunit in weniger als einem Drittel der Zeit als eine CPU aus einem vergleichbaren Preissegment.

## Geschichte
- Am 17. Mai 1999 wurde das Projekt offiziell für das Herunterladen der ersten Client-Programme freigegeben.
- Am 22. Juni 2004 wurde auf die Plattform BOINC umgestellt.
- Am 15. Dezember 2005 wurde das SETI@home-Classic-Projekt offiziell eingestellt. Seitdem wird SETI@home nur noch innerhalb von BOINC berechnet. Die Berechnungsergebnisse (u. a. die Anzahl der berechneten Arbeitseinheiten) der alten SETI-Classic-Anwendung wurden zu diesem Zeitpunkt eingefroren und können auch heute noch auf der offiziellen Webseite eingesehen werden.
- Am 25. Juli 2008 wurde die Astropulse-Anwendung hinzugefügt.
- Seit dem 17. Dezember 2008 wird CUDA unterstützt und seit dem 21. Januar 2009 werden auch Grafikchips mit älteren CUDA-Versionen als 2.0 unterstützt.
- Mitte Mai 2011 wurde ein Receiver am Green-Bank-Teleskop des Green-Bank-Observatoriums in Betrieb genommen.[4]
- Am 2. März 2020 gab das Projekt bekannt, zum Ende des Monats den Versand von Arbeitspaketen einzustellen und das Projekt zu pausieren.[1]

## Namensherkunft
Der Zusatz @home (englisch für zu Hause) bezieht sich darauf, dass jeder, der einen PC und einen Internet-Anschluss hat, zuhause zu diesem Projekt beitragen kann, indem er ein frei erhältliches Programm installiert, welches Daten eines Radioteleskops herunterlädt und analysiert. Das Programm läuft entweder als Bildschirmschoner oder komplett im Hintergrund als Daemon. In beiden Fällen wird nur Rechnerleistung genutzt, die andernfalls ungenutzt geblieben wäre.

## Optimierte Anwendungen
Es gibt eine Zahl von sogenannten optimierten Anwendungen, die beispielsweise zusätzlich die SSE- oder SSE3-Befehlssätze von Prozessoren zum Berechnen der Arbeitseinheiten nutzen, wodurch die Berechnungen wesentlich schneller durchgeführt werden können. Diese Anwendungen werden nicht von SETI@home hergestellt und von diesen auch nicht offiziell unterstützt. Teile dieser Quelltexte wurden jedoch in die offizielle Anwendung übernommen.

## Weiterführende Literatur
- E. Korpela, D. Werthimer, D. Anderson, J. Cobb, M. Lebofsky et al.: SETI@home, Massively Distributed Computing for SETI. 1998
- S. Bowyer et al.: Twenty Years of SERENDIP, the Berkeley SETI Effort: Past Results and Future Plans. Astronomical and Biochemical Origins and the Search for Life in the Universe, C.B. Cosmovici, S. Bowyer, and D. Werthimer, eds., IAU Colloquium No. 161 (Editrice Compositori: Bologna), S. 667, 1996.
- D. Anderson et al.: Internet Computing for SETI. in Bioastronomy 99: A New Era in Bioastronomy G. Lemarchand and K. Meech, eds., ASP Conference Series No. 213 (Astronomical Society of the Pacific: San Francisco), S. 511, 2000.
- Eric J. Korpela et al.: Candidate Identification and Interference Removal in SETI@home. PDF@arxiv, abgerufen am 13. September 2011